# Слободской уезд
Слободско́й уе́зд— административно-территориальная единица в составе Сибирской, Казанской и Вятской губерний, существовавшая в 1719—1929 годах. Уездный город — Слободской.

## Географическое положение
Уезд располагался в северной части Вятской губернии, граничил с Вологодской губернией и являлся самым большим в губернии. Площадь уезда составляла в 1897 году 24 092,2 верст² (27 417 км²), в 1926 году — 16 253 км².

## История
В допетровское время все уезды Вятской земли (Хлыновский, Орловский, Слободской, Котельничский и Шестаковский) управлялись 1 воеводой, располагавшимся в Хлынове, и ведались в приказе Новгородской четверти.
В 1719 году в соответствии со Второй Петровской реформой в составе Вятской провинции Сибирской губернии был образован Слободской дистрикт, как местность вокруг города Слободской. В 1727 году дистрикты были преобразованы в уезды, а Слободской уезд вместе с Вятской провинцией переданы Казанской губернии.
Официально Слободской уезд был оформлен в 1780 году в составе Вятского наместничества. В 1796 году Вятское наместничество было преобразовано в Вятскую губернию. В 1802 году в состав уезда вошла территория упразднённого Кайгородского уезда.
5 января 1921 года в состав вновь образованного Омутнинского уезда были переданы Кайгородская, Кирсинская, Климковская, Трушниковская и Черно-Холуницкая волости. При этом к нему была присоединена Святицкая волость Глазовского уезда. 
14 января 1929 года Вятская губерния была упразднена и Слободской уезд был включён в состав Нижегородской области.
10 июня 1929 года Вятская губерния и все уезды были упразднены. На территории Слободского уезда образован Слободской район Вятского округа Нижегородского края.

## Демография
По данным переписи 1897 года в уезде проживало 213 650 чел. В том числе русские — 95,0 %, удмурты — 2,9 %, татары — 2,0 %. В Слободском проживало 10 051 чел.
По итогам всесоюзной переписи населения 1926 года население уезда составило 231 680 человек, из них городское — 17 573 человек.

## Административное деление
В 1891 году в состав уезда входило 25 волостей:
| № п/п | Волость           | Волостное правление        | Число селений | Население |
| ----- | ----------------- | -------------------------- | ------------- | --------- |
| 1     | Анкушинская       | с. Анкушинское             | 76            | 6168      |
| 2     | Вагинская         | с. Вагинское               | 157           | 7301      |
| 3     | Георгиевская      | д. Георгиевская            | 133           | 5753      |
| 4     | Главно-Холуницкая | с. Главно-Холуницкий завод | 1             | 5466      |
| 5     | Ильинская         | с. Ильинское               | 119           | 7616      |
| 6     | Кайгородская      | с. Кайгородское            | 106           | 7026      |
| 7     | Кирсинская        | с. Кирсинский завод        | 21            | 4364      |
| 8     | Климковская       | с. Климковский завод       | 24            | 1284      |
| 9     | Косинская         | с. Косинское               | 83            | 8797      |
| 10    | Лекомская         | с. Лекомское               | 142           | 6290      |
| 11    | Маракулинская     | д. Маракулинская           | 194           | 8112      |
| 12    | Мухинская         | с. Мухинское               | 77            | 9933      |
| 13    | Островновская     | д. Островное               | 174           | 13335     |
| 14    | Ракаловская       | с. Всехсвятское            | 139           | 9359      |
| 15    | Редькинская       | с. Полом                   | 214           | 8302      |
| 16    | Сезенёвская       | с. Сезеневское             | 179           | 15111     |
| 17    | Совьинская        | с. Совьинское              | 75            | 5618      |
| 18    | Сочневская        | с. Нагорское               | 186           | 8622      |
| 19    | Стуловская        | д. Стуловская              | 164           | 9641      |
| 20    | Сунская           | с. Сунское                 | 98            | 11120     |
| 21    | Трушниковская     | д. Трушниковская           | 82            | 4904      |
| 22    | Федосеевская      | д. Федосеевская            | 74            | 6679      |
| 23    | Черно-Холуницкая  | с. Черно-Холуницкий завод  | 1             | 2145      |
| 24    | Шепелёвская       | д. Шепелевская             | 127           | 5654      |
| 25    | Ярославская       | д. Ярославская             | 126           | 14 804    |

К 1913 году из Редькинской волости выделилась Архангельская волость с центром в с. Заево, из Маракулинской — Синеглинская с центром в с. Синеглинье.
По переписи 1926 года в состав уезда входило 9 волостей и 3 городских населённых пункта:
| № п/п | Волость      | Центр                | Число сельсоветов | Число НП | Население |
| ----- | ------------ | -------------------- | ----------------- | -------- | --------- |
| 1     | Георгиевская | с. Шестаково         | 15                | 407      | 23 365    |
| 2     | Косинская    | с. Косинское         | 17                | 268      | 32 791    |
| 3     | Редькинская  | с. Полом             | 19                | 332      | 20 272    |
| 4     | Сезенёвская  | с. Сезеневское       | 13                | 193      | 18 761    |
| —     | —            | станция Зуевка       | —                 | —        | 3650      |
| 5     | Слободская   | г. Слободской        | 15                | 409      | 30 453    |
| —     | —            | город Слободской     | —                 | —        | 10 885    |
| 6     | Сочневская   | с. Нагорское         | 19                | 392      | 22 167    |
| 7     | Фаленская    | п. Фалёнки           | 20                | 303      | 25 183    |
| 8     | Федосеевская | д. Федосеевская      | 16                | 247      | 22 510    |
| —     | —            | Белохолуницкий завод | —                 | —        | 3038      |
| 9     | Ярославская  | д. Ярославская       | 11                | 149      | 18 605    |

## Председатели уисполкома
С 1918 по 1929 годы в Слободском уисполкоме председательствовали:
| Ф. И. О.                        | Время замещения должности     |
| ------------------------------- | ----------------------------- |
| Ковырзин Николай Андреевич      | январь 1918 – февраль 1918    |
| Деришев Иван Ипатович           | февраль 1918 – март 1918      |
| Запольский Александр Степанович | март 1918 – июль 1918         |
| Корто Алексей Павлович          | июль 1918 – ноябрь 1918       |
| Бахметьев Николай Федорович     | ноябрь 1918 – февраль 1919    |
| Бурков Афанасий Васильевич      | февраль 1919 – апрель 1919    |
| Веселков Назар Степанович       | апрель 1919 – июль 1921       |
| Плюснин Александр Михайлович    | июль 1921 – сентябрь 1922     |
| Мышкин Азарий Иванович          | сентябрь 1922 – сентябрь 1924 |
| Гвоздев Исаак Семенович         | сентябрь 1924 – сентябрь 1925 |
| Пентин Петр Васильевич          | сентябрь 1925 – декабрь 1928  |
| Устюжанинов Архип Зотович       | январь 1928 – июнь 1929       |
| Махнев Гаврил Васильевич        | июнь 1929 – август 1929       |